# Liste der Monuments historiques in La Laigne
Die Liste der Monuments historiques in La Laigne führt die Monuments historiques in der französischen Gemeinde La Laigne auf.

## Liste der Bauwerke
| Bezeichnung       | Beschreibung | Standort | Kennzeichnung | Schutzstatus | Datum | Bild |
| ----------------- | ------------ | -------- | ------------- | ------------ | ----- | ---- |
| Logis de Beaulieu | Erbaut 1776  | (Lage)   | PA00125678    | Inscrit      | 1993  |      |

## Liste der Objekte
Zum Verständnis siehe: Kirchenausstattung

### Kirche St-Gérard
| Bezeichnung              | Beschreibung                                     | Standort | Kennzeichnung | Schutzstatus | Datum | Bild |
| ------------------------ | ------------------------------------------------ | -------- | ------------- | ------------ | ----- | ---- |
| Glocke                   | Bronze, 1772 gegossen                            | (Lage)   | PM17000178    | Classé       | 1942  |      |
| Retabel mit Marienstatue | Stein und Holz, farbig gefasst, 17. Jahrhundert  | (Lage)   | PM17001040    | Inscrit      | 1779  |      |
| Kelch                    | Silber, 1789                                     | (Lage)   | PM17001529    | Inscrit      | 1988  |      |
| Liturgische Gewänder     | Kasel, Manipel und Stola; Seide, 19. Jahrhundert | (Lage)   | PM17001528    | Inscrit      | 1988  |      |